# Аргхандаб
Аргхандаб (пушту ارغنداب‎) — район в центральной части провинции Кандагар. Назван из-за аналогичного названия реки.
Численность населения на 2006 год составляла 54 900 человек.

## История
18 июня 2008 года между Талибаном и Международными силами содействия безопасности произошла битва при Аргхандабе.
16 ноября 2009 года Талибы напали напали на полицейский участок, убив 8 полицейских.
24 декабря 2020 года Правительственные силы полностью захватили район.